# Bobbi Bliss
Bobbi Bliss (nascida em 6 de janeiro de 1973) é uma atriz pornográfica norte-americana.
De acordo com o Internet Adult Film Database (IAFD) e sua própria página oficial, Bliss começou a trabalhar na indústria do cinema adulto em 1997. Em 2000, ela ganhou o Prêmio XRCO para Orgasmic Oralist.